# Nationale Féminine 1
La Nationale féminine 1 (in francese [campionato] nazionale femminile 1) è il secondo livello del campionato femminile di pallacanestro in Francia. È il massimo campionato dilettantistico per donne.
È nata nel 1998, quando la massima serie, la Nationale féminine 1A, si è trasformata in Ligue féminine de basket. Prima di allora, il nome del secondo livello era stato Nationale féminine 1B. Nel corso della sua storia, la Nationale féminine 1 è stata l'anticamera della massima serie. Nel corso dell'estate 2006, le squadre partecipanti sono state aumentate da 14 a 16, con il blocco delle retrocessioni per premiare alcune società come il Toulouse Basket Club.
Attualmente, la formula del campionato consiste in un girone all'italiana con partite di andata e ritorno. Al termine della stagione regolare, la prima classificata è promossa nella LFB, mentre le ultime quattro retrocedono nella Nationale féminine 2.